# Ван Сяодун
Ван Сяоду́н (кит. упр. 王晓东, пиньинь Wāng Xiǎodōng, род. 1963, Синьсян) — китайско-американский биохимик.
Экс-профессор Техасского университета, исследователь Howard Hughes Medical Institute (1997—2010), ныне директор Национального института биологических наук в Пекине.
Член НАН США (2004) и иностранный член Китайской АН (2013).
Лауреат премии Шао (2006) — за исследования рака.

## Биография
Окончил по биологии Пекинский педагогический университет (1984). Степень доктора философии по биохимии получил в 1991 году в Юго-западном медицинском центре Техасского университета и в этом же университете являлся постдоком, занимаясь с Нобелевскими лауреатами Джозефом Голдстайном и Майклом Брауном. Самостоятельную карьеру начал в Университете Эмори, где в 1995 году став ассистент-профессором основал собственную лабораторию. В 1996 году возвратился в Техасский университет, где с 2000 года являлся полным профессором. С 2003 года также работает в Национальном институте биологических наук в Пекине.
Основатель Joyant Pharmaceuticals (США) в 2004 году, и, в 2010 году, BeiGene, директор последней с 2016 года и глава её научного консультативного совета с 2011 года.
Ассоциированный член EMBO (с 2014).

## Награды и отличия
- Young Investigator Award, Society of Chinese Biomedical Scientists in America
- Schering-Plough Award, American Society of Biochemistry and Molecular Biology
- Eli Lilly Award in Biological Chemistry[англ.], Американское химическое общество (2000)
- Paul Marks Prize for Cancer Research[англ.], Мемориальный онкологический центр имени Слоуна — Кеттеринга (2001)
- Norman Hackerman Award, Welch Foundation (2003)
- NAS Award in Molecular Biology[англ.] (2004)
- Премия Шао (2006)
- Richard Lounsbery Award[англ.] (2007)
- Международная премия короля Фейсала (2020)